# Cleora trigrapta
Cleora trigrapta är en fjärilsart som beskrevs av Louis Beethoven Prout 1927. Cleora trigrapta ingår i släktet Cleora och familjen mätare. Inga underarter finns listade i Catalogue of Life.